# Guido Colombo
Guido Colombo (Milano, 9 agosto 1859 – Milano, 23 febbraio 1920) è stato un archivista italiano, reggente dell'Archivio di Stato di Milano dal 1905 e il 1907 tra la morte di Ippolito Malaguzzi Valeri e la nomina di Luigi Fumi.

## Biografia
Guido Colombo, figlio di Gaetano e di Laura Mugatti, nacque nella Milano appena liberata dalla dominazione austriaca in seguito alla Seconda guerra d'indipendenza. Entrato come alunno di prima categoria nell'Archivio di Stato di Milano nel 1882, sotto il mandato di Cesare Cantù (1873-1895) fu il responsabile del Fondo di Religione e del Debito Pubblico, mentre la sua carriera archivistica ebbe un salto di qualità sotto il breve mandato di Ippolito Malaguzzi Valeri (1899-1905), divenendone il «braccio destro» nell'opera di riorganizzazione dei fondi archivistici e amministrando, per breve periodo, l'Archivio di Stato di Brescia. Fu poi reggente per l'ASMi in seguito alla morte di Malaguzzi Valeri (così nella seduta 11 marzo 1905 della Giunta per il Consiglio degli Archivi) per «ben due anni e mezzo», ovvero dal 2 febbraio 1905 (cioè il giorno successivo alla morte di Malaguzzi Valeri) fino al 16 giugno 1907, quando fu nominato direttore Luigi Fumi. Il Fumi, riconosciuta la buona gestione operata da Colombo, ottenne che gli fosse conferita l'onorificenza a ufficiale della Corona d'Italia prima (1908) e poi quella di cavaliere dell'Ordine Mauriziano (1913). Terminata la Grande Guerra, in seguito al Trattato di Saint-Germain-en-Laye con l'ormai Repubblica austriaca (1919) che prevedeva anche la restituzione di documenti portati nell'Archivio Centrale di Vienna in seguito alla sconfitta nelle guerre risorgimentali, Fumi affidò a Colombo l'incarico di visionare, organizzare ed inventariare i documenti giunti a Milano: la morte improvvisa, però, impedì la realizzazione di questa missione.

## Opere
- Guido Colombo, Carte veneziane a Milano e funzionario milanese a Venezia: Atti e registri della Zecca e del Banco Giro di Venezia nell’Archivio di Stato in Milano. Marco Serbelloni prefetto del Dipartimento dell’Adriatico, in Annuario del R. Archivio di Stato in Milano per l'anno 1913, Perugia, Unione tipografica cooperativa,  pp. 79-121, SBN TO01465160.